# سیارک ۵۸۶۹
سیارک ۵۸۶۹ (به انگلیسی: 5869 Tanith، نامگذاری:1988VN4) پنج هزار و هشتصد و شصت و نهمین سیارک کشف شده‌است که در ۴ نوامبر ۱۹۸۸ کشف شد.
قدر مطلق سیارک برابر ۱۷٫۰۰ است.